# Википедија на сицилијанском језику
Википедија на сицилијанском језику је верзија Википедије на сицилијанском језику, слободне енциклопедије, која данас има преко 15 000 чланака и заузима на листи Википедија 74. место.